# Tresjuncos
Tresjuncos – gmina w Hiszpanii, w prowincji Cuenca, w Kastylii-La Mancha, o powierzchni 70,29 km². W 2011 roku gmina liczyła 368 mieszkańców.